# Anuruddha
Pour les articles homonymes, voir Aniruddha.
Anuruddha (en pali, Aniruddha en sanskrit) est le nom d'un des dix premiers principaux disciples de Gautama Bouddha, et il était aussi son cousin. Il devint un arhat et était reconnu pour ses pouvoirs magiques.
Dans le Sūtra de Vimalakīrti, ce dernier met à l’épreuve la nature de son « œil divin », qu’Aniruddha a acquis selon la tradition par des pratiques de méditation, et qui lui permettrait de voir à des distances dépassant les capacités humaines ordinaires.